# 범관
범관(范寬)은 북송 초기의 산수화가이다. 이름은 중정(中正), 자(字)는 중립(仲立)이며, 산시(陜西) 화원(華原) 사람으로, 대범하고 침착한 성격으로 해서 ‘범관(范寬)’이라는 이름으로 불리었다.
원망(遠望)하더라도 좌외(座外)를 떠나지 않고 발밑으로부터 솟아오른 듯한 거대한 주산(主山)을 화면의 중앙에 배치하고, 5대(代)의 형호(荊浩)·관동(關同)의 당조(唐朝) 이래의 전통적인 화풍을 계승하였다고 간주된다. 산림(山林) 중에 종일 정좌(正坐)하고, 귀가 후에는 일실(一室)에 틀어박혀 마음으로 체득한 이미지에 따라서 제작하는 ‘흉중(胸中)의 구학(丘壑)’의 작화태도(作畵態度)는 범관으로부터 유래된다고 한다.

## 영향
범관은 유명한 현대 회화의 거장일 뿐만 아니라 그의 그림은 비안징과 뤄양 사이에서 높은 평가를 받아왔다. 또한 그의 그림은 송나라 이후에도 북송 화가들의 연고와 모방의 대상이 되어왔다. 이당은 범관에개 배우고자 하였고, 후에 남송의 마원과 하계가 이당을 연구하여 남송 전체의 산수화는 거의 범관과 같은 계통에 속한다. 그 뒤 현대의 거장들이 모두 범관의 그림 스타일에 영향을 받았다.

## 작품
북송나라 말기의 '쉬안허(蘇安許)'에는 범관의 그림 58점이 수록되어 있다.
현재 타이베이 국립고궁박물관이 소장한 그의 <산천기행>은 오늘날 미술사학자들의 인정을 받고있다.

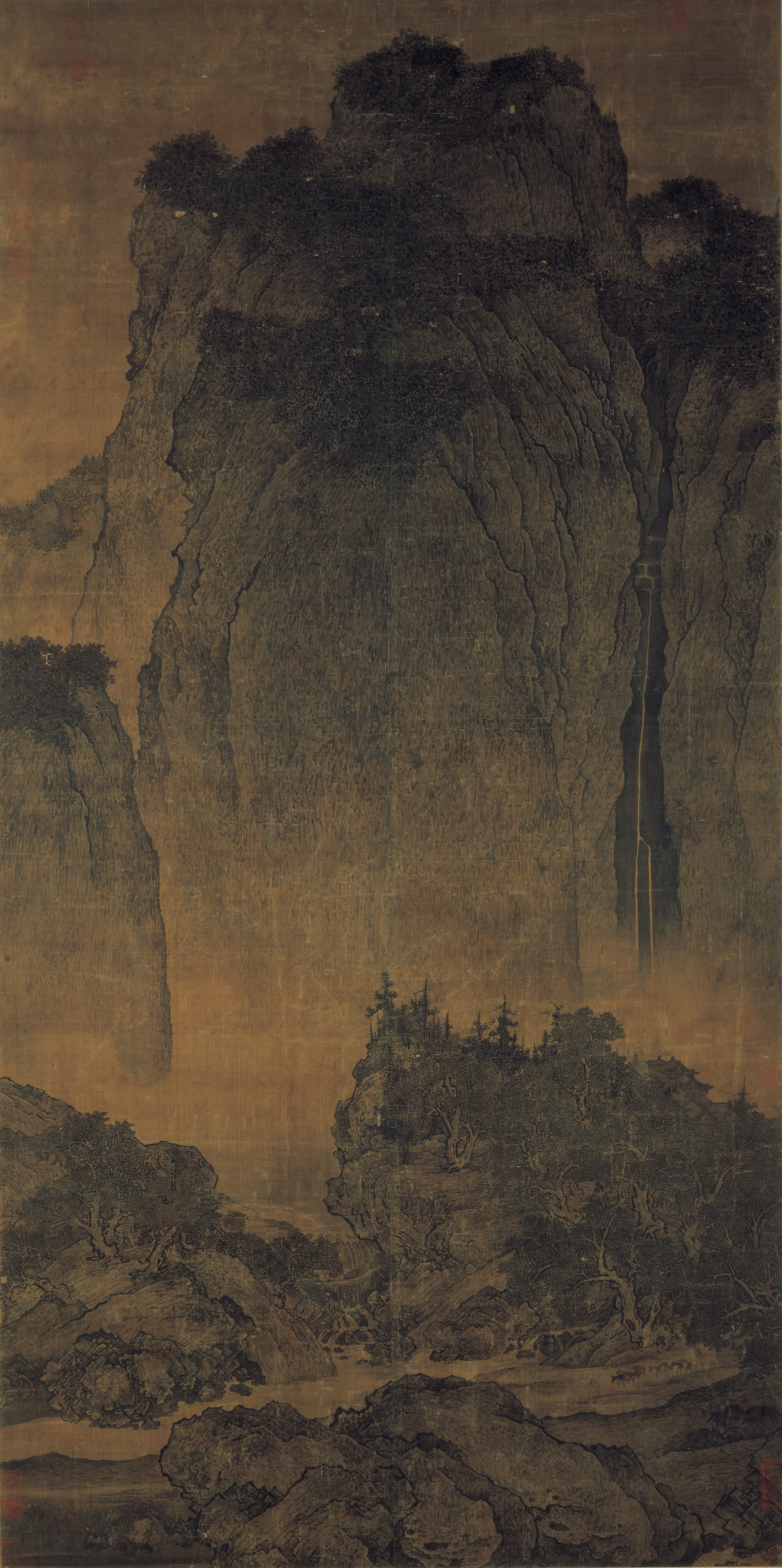
계산행려도(溪山行旅圖)
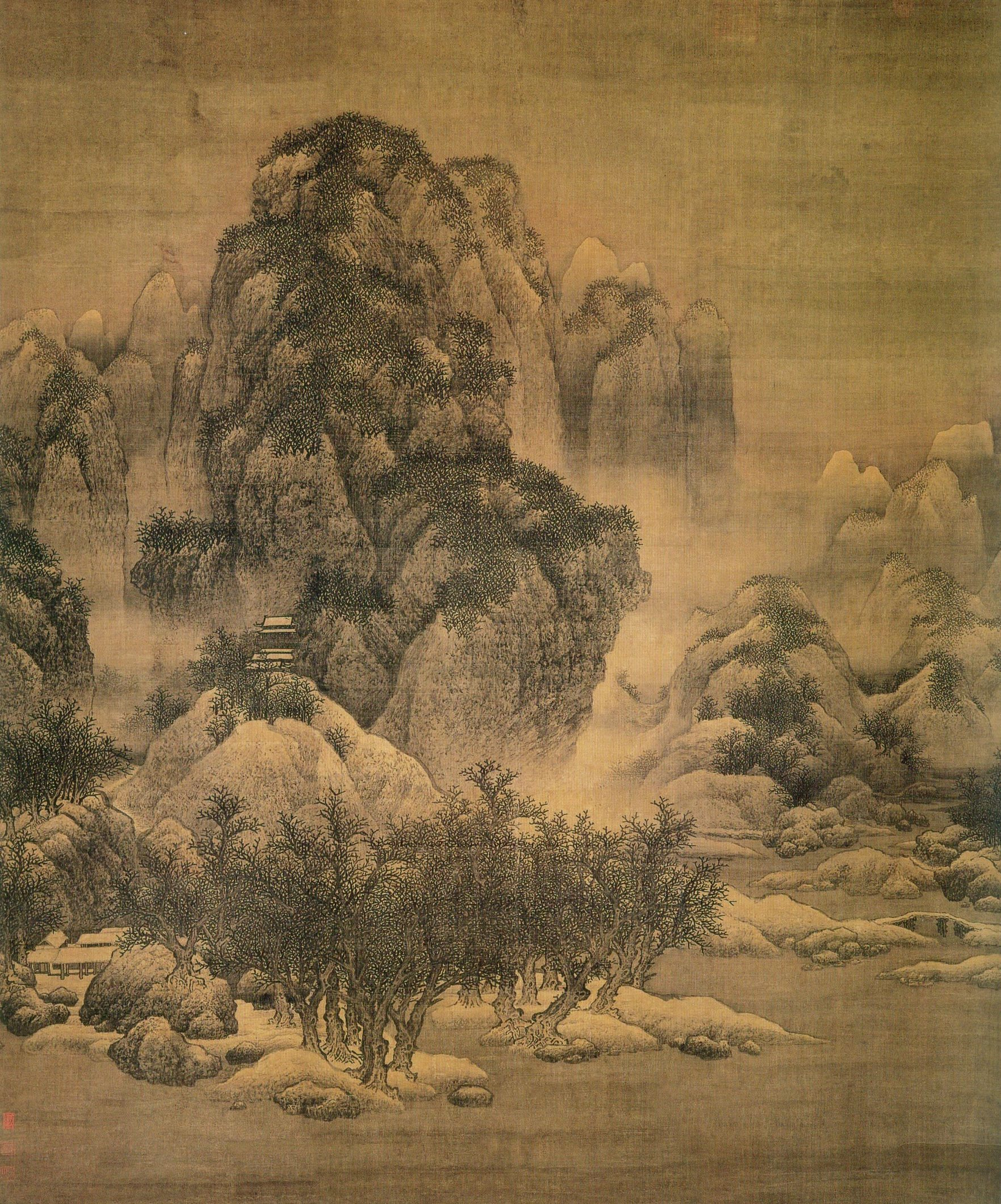
설경한림도(雪景寒林圖)

## 같이 보기
- 중국의 미술

## 참고자료
1. ↑  편집장 Lin Boting, "Grand View - 북송 서예 및 회화 특별전", 국립고궁 박물원  2006-12 .